# Forte Campolongo

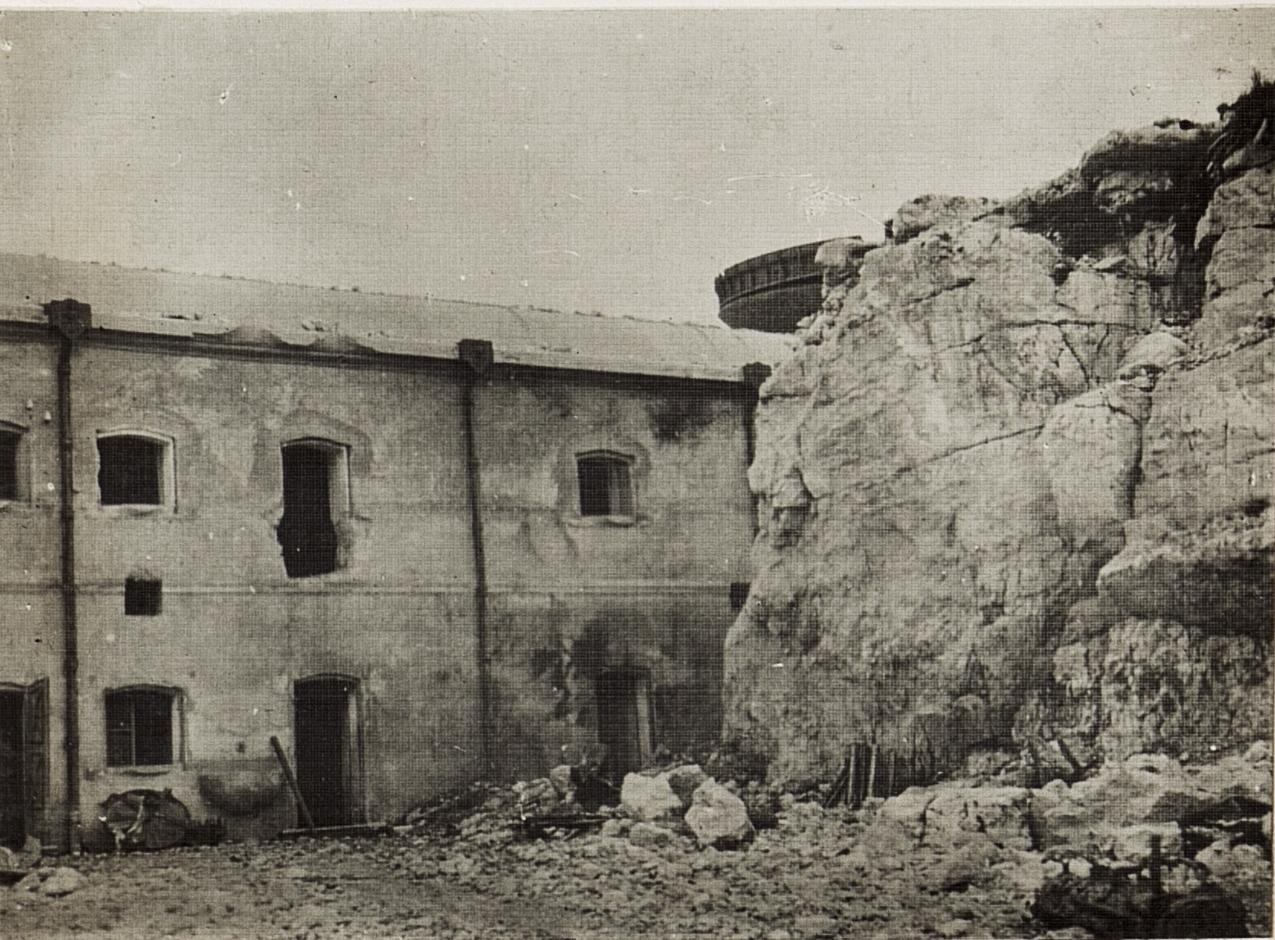
Kehlseite des Batterieblocks nach der österr.-ung. Frühjahrsoffensive 1916

Das Forte Campolongo war eine Befestigungsanlage des italienischen Abwehrriegels an der damaligen Grenze zu Österreich-Ungarn und gehörte zum Sbarramento Agno-Assa, III. Sektor Schio.
Es liegt auf der Cima di Campolongo (1720 m) im nördlichen Bereich der Hochfläche der Sieben Gemeinden in der Provinz Vicenza und hatte die Aufgabe, das Val d’Astico nach Süden abzuriegeln. Die günstige strategische Lage ermöglichte es dem Fort, das Asticotal zwischen Campagna und Lastebasse auf etwa fünf Kilometer der Länge nach zu bestreichen. Des Weiteren oblag der Anlage die Flankensicherung und Rückendeckung der Fortgruppe Monte Verena.
Die Anlage befindet sich direkt gegenüber dem österreichisch-ungarischen Panzerwerk Lusern, von dem es durch das Val Torri getrennt ist. Der Abstand beträgt in der Luftlinie sechs Kilometer

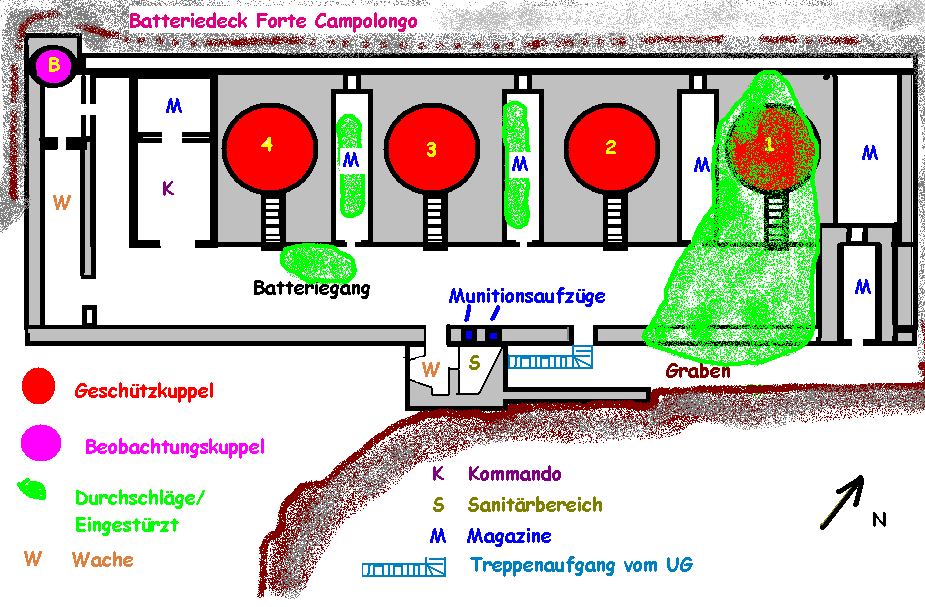
Plan Forte Campolongo (Batteriedeck)

## Baugeschichte
Genaue Unterlagen über die Baugeschichte sind in den italienischen Archiven nicht mehr vorhanden, es muss daher auf die Angabe des k.u.k. Evidenzbureaus zurückgegriffen werden. Demnach begannen im Juli 1910 die Planierungsarbeiten; bereits im April 1911 wurden vier kurzrohrige Cannone 149 G auf die Baustelle geschafft, um in Behelfsbettungen aufgestellt zu werden. Nachdem die Erdarbeiten beendet waren, begann am 1. Oktober mit wenigen Arbeitskräften der Bau des Frontgrabens, der bereits kurze Zeit später – bedingt durch den Wintereinbruch – wieder eingestellt wurde. Am 1. Mai 1912 konnte das Evidenzbureau feststellen, dass die Zisterne und zwei Annexbatterien fertiggestellt waren. In letztere wurden die zuerst aufgestellten G-Kanonen verbracht. Im Februar 1914 waren die Bauarbeiten nahezu beendet; bis September 1914 fanden noch Nacharbeiten wie das Anlegen des Drahtverhaus durch Alpini statt.

## Baubeschreibung

### Bewaffnung
Die Bewaffnung entsprach der des Forte Monte Verena.
- Erste Ausstattung
  - Die Geschützpanzerkuppeln der Firma „Armstrong, Mitchell & Company“ in Pozzuoli wurden als Erstausstattung eingebaut. Sie waren wegen der lichten Weite von 4,61 Metern nicht in einem Stück transportierbar, wurden daher in drei einzelnen Teilen angeliefert und vor Ort zusammengefügt. Die Wandstärke betrug 14 cm und das Gesamtgewicht der Kuppel lag bei etwa 22,5 Tonnen. Die Vorpanzer bestanden ebenfalls aus mehreren Teilen. Als Geschütze wurden hier vier 149-mm-L/35-„A“-Kanonen von Armstrong mit Stahlrohren, (im Unterschied zu den früher verwendeten Bronzerohren)[1][2] einer Kaliberlänge von L/36,6 (5,46 Meter) und einem Gewicht von 3,7 t verwendet. Die maximale Schussweite mit einer 42 kg schweren Sprenggranate betrug 12.400 Meter, eine 52 kg schwere Schrapnellgranate, gefüllt mit 1057 Bleikugeln (15,2 mm Durchmesser) flog 12.000 Meter weit.

4 × Kanonen 75 mm B (ohne Rohrrücklauf)
4 × Maschinengewehre zur Nahverteidigung
- Zweite Ausstattung
  - Im Jahre 1913 wurden die Geschützkuppeln ausgetauscht. Als Ersatz kamen jetzt zweiteilige Panzerkuppeln der Firma Schneider-Creuzot zum Einsatz. Diese hatten eine Schalenstärke von 15 Zentimetern. Beide Schalenhälften waren auf eine zwei Zentimeter dicke Innenhaut montiert. Die stumpf aneinanderstoßenden Kuppelhälften wiesen an den Fugen eine eklatante Schwachstelle auf. Es waren jetzt vier 149-mm-L/35-„S“-Kanonen von Schneider installiert, welche die gleichen Leistungen wie ihre Vorgängermodelle aufwiesen.[3] Die Feuerrate lag auch hier bei etwa zwei Schuss pro Minute.[4]

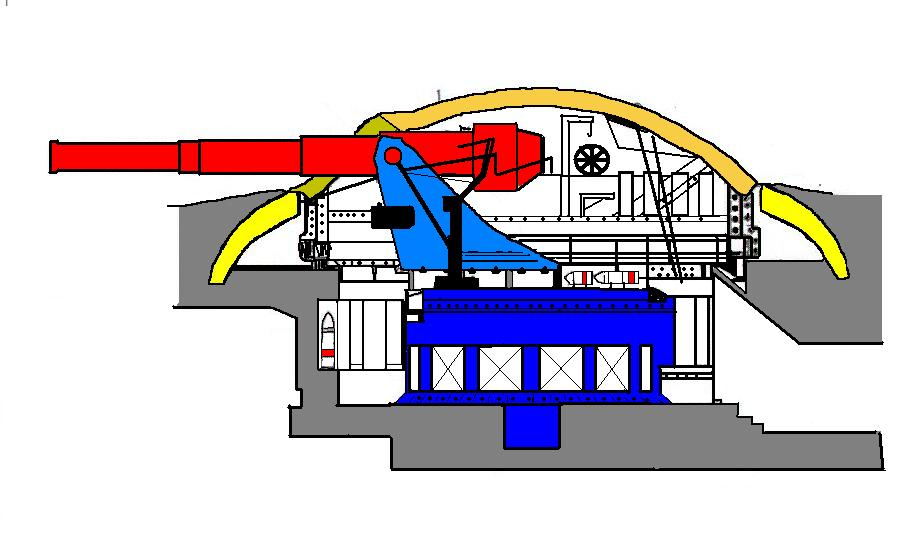
149-mm-L/35-„S“-Kanone in Geschützpanzerkuppel

Es handelte sich um eine gradlinige zweigeschossige Anlage, die neben den vier Geschützpanzerkuppeln noch mit einem gepanzerten Beobachtungsstand ausgestattet war. Die lange Linie des Werkes verlief von Südwesten nach Nordosten, sodass sich die Front gegen Lusern richtete. Die linke Flanke des Batteriedecks lag an einem Steilabhang gegen das Val Torri. Hier war die Sturmfreiheit gegeben und ein Graben nicht notwendig. Vor der Front befand sich ein fünf Meter tiefer Graben mit gemauerter äußerer Wandung. Der Zugang zum Fort erfolgte über eine Poterne, die von einer Wachkasematte gedeckt wurde. Das Munitionsdepot war unter einer zehn Meter dicken Felsdecke untergebracht und nur von der Straßenpoterne aus zugänglich. Zu den Geschützanlagen führten zwei Munitionsaufzüge. Unterhalb der Anlage war vor einem Felsabriss eine 40 Meter hohe halbrunde Stützmauer aufgeführt und auf dem so entstandenen kleinen Plateau ein Kasernenbau errichtet worden. Von der Kaserne aus führte eine weitere Poterne zunächst zur Straßendurchfahrt und von dort weiter zum Untergeschoss des Forts. Das Kasernenplateau ist auch über eine Zufahrtsstraße erreichbar. Auf der Werksanlage befand sich eine sogenannte Infanterielinie zur Nahverteidigung. Es handelte sich dabei um eine etwa 1,50 Meter hohe Betonmauer, die durch einen offenen kleinen Werkshof an der rechten Seite des Batterieblocks und durch die Poterne betretbar und mit einer kleinen Plattform für ein Maschinengewehr ausgestattet war. Die Panzerkuppeln waren in Linie angelegt und hatten einen Abstand von zehn Metern zwischen den Kuppelmitten. Die Werksdecke bestand aus 2,5 Metern unarmierten Betons in drei Schichten. Auf der äußeren Grabenwand befand sich ein 2,20 Meter hohes Hindernisgitter; die Grabensohle war mit einem permanenten Drahtverhau gesichert. Der Zugang vom Unter- in das Obergeschoss war nur durch die ungedeckte Treppe im Kehlgraben möglich. 

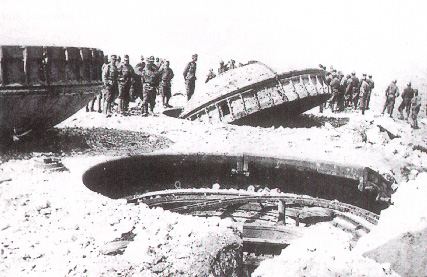
Turm 1 und 2. Deutlich sichtbar die Kastenstruktur der Turmbarbette, wie sie nur bei den Türmen der Firma Schneider-Creuzot vorkamen.

Die Abmessungen des Batterieblocks betrugen 52 × 13 Meter.

## Kampfgeschehen

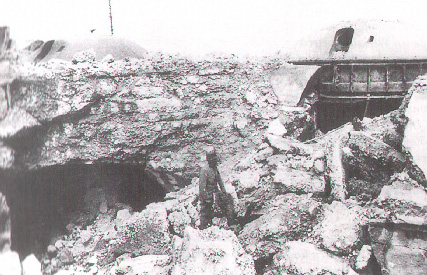
Turm 3 und 4

Am 24. Mai 1915 eröffnete das Forte Campolongo das Feuer auf das gegenüberliegende Panzerwerk Lusern. Über die genaue Anzahl der insgesamt abgegebenen Schüsse gibt es auf italienischer Seite keine genauen Zahlen. Die Feuerrate war jedoch sehr hoch, was dazu führte, dass es am 30. Mai 1915 in einem der Geschütztürme einen Rohrkrepierer gab, der die Mechanik des Turmes so stark beschädigte, dass der Einbau eines Ersatzrohres zu diesem Zeitpunkt nicht möglich war. Dabei wurden zwei Mann der Turmbesatzung getötet, zwei weitere verwundet.
Am 6. Juni 1915 begannen die Österreicher, die italienischen Forts mit 30,5-cm-Mörsern zu beschießen. Wie auch Forte Monte Verena war Campolongo dem überschweren Kaliber nicht gewachsen. Bereits am 12. Juni 1915 wurde die Anlage von italienischer Seite als zerstört angesehen und aufgegeben. Die drei noch intakten Kanonen wurden am 2. Juli 1915 ausgebaut und in Feldstellungen weiterverwendet.
Vor Beginn der österreichisch-ungarischen Frühjahrsoffensive 1916 versuchte das k.u.k. Evidenzbureau nochmals, etwas über den Zustand des Werkes zu erfahren, konnte jedoch keine gesicherten Erkenntnisse gewinnen. Eine Luftbildaufnahme vom 22. März 1916 zeigt, dass wohl die Zugänge freigeschaufelt worden waren, im Außenbereich jedoch keinerlei Spuren im Schnee zu entdecken waren. Trotzdem kam man zu dem Schluss:

„Das Werk hat durch unser Feuer wohl gelitten, jedoch scheinbar nicht in dem Maße, daß das Werk nicht verteidigungsfähig wäre“

Die Desarmierung war den Österreichern anscheinend entgangen, sodass das Fort ab dem 19. Mai 1916 mit einer Küstenhaubitze 42 cm M14 und der 30,5-cm-Mörserbatterie Nr. 5 beschossen und in Trümmer gelegt wurde. Bereits am 22. Mai wurde der Beschuss eingestellt, da die Truppen des österreichisch-ungarischen III. Korps die Linie Monte Verena–Cima di Campolongo erreicht hatten. Am 23. Mai traf eine Artilleriekommission im Werk ein, „um etwa noch brauchbare Kanonen aufzuspüren, die Handhabung zu erlernen, dann diese umzudrehen und gegen den Feind zu richten“. Allerdings waren keine Kanonen mehr da, auch die von Fritz Weber in seinem Buch „Alpenkrieg“ beschriebenen Attrappen aus Baumstämmen waren nicht vorhanden, wie sich aus den Fotos deutlich entnehmen lässt. 

## Zustand nach den Kampfhandlungen
Gemäß dem Bericht von Hauptmann im Geniestab Luschinsky, der das Festungswerk inspiziert hatte, waren vom 3. und 4. Kanonenturm die Betonvorlage abgeschossen und die Vorpanzer völlig zertrümmert. Die Geschützbrunnen waren vorn und hinten freigelegt und die Drehmechanik zerstört, die Anlagen somit unbrauchbar. Beim 2. Kanonenturm wurde der Vorpanzer durch ein Geschoss unterfahren, die Granate explodierte im Inneren des Turms und schleuderte die Panzerkuppel nach hinten weg; sie lag umgedreht auf dem Verdeck. Der 1. Kanonenturm erhielt einen Volltreffer auf die Kuppel, die Granate schlug durch und explodierte im Inneren des Turms. Die Kuppel wurde aufgerissen und lag nach vorne gebäumt auf dem Turmschacht. Mehrere Volltreffer rissen die Decke des Batteriegangs auf, eine (wahrscheinlich) 42-cm-Granate durchschlug die Werksdecke hinter dem 1. Panzerturm und explodierte auf dem Boden des Batteriegangs, wodurch dieser nach unten in die Zisterne durchgedrückt wurde. 

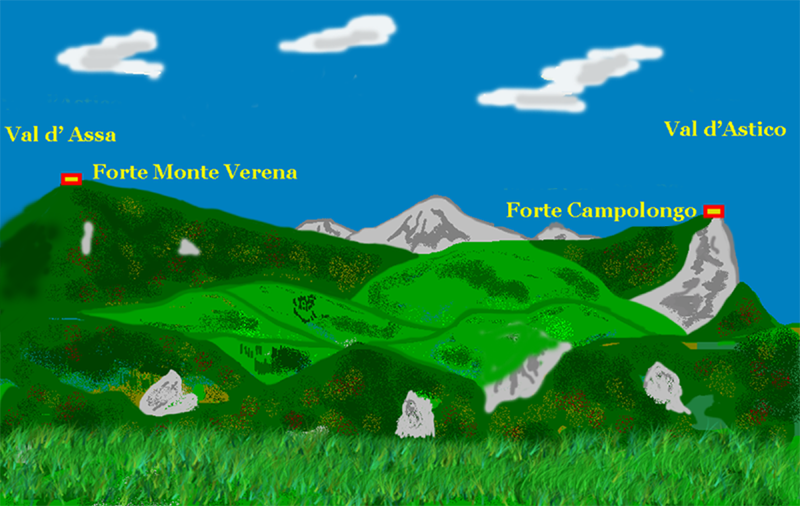
Lage des Forte Mte Verea und Campolongo vom Werk Verle aus

Am 2. Juni 1916 kommt das III. Armeekorps zu folgendem Schluss und meldet an das Heeresgruppenkommando Erzherzog Eugen:
„Von den eroberten Werken haben Mte Verena und Campolongo keinen weiteren fortifikatorischen Wert.
Die Fernkampfbatterien sind unbrauchbar, die betonierten Unterkünfte fast durchwegs zertrümmert. Da keinesfalls Geschütze in die Werke eingestellt werden, kommen sie für den Fernkampf nicht in Betracht. Aber auch für den Nahkampf sind sie als Stützpunkte nicht verwendbar. Sie stehen auf sehr markanten Punkten, wo sie das feindliche Geschützfeuer auf sich ziehen. Auch wenn die Schäden im stark zerstörten und sehr minderwertigen Betonmauerwerk notdürftig ausgebessert würden, wäre ein Widerstand gegen die Beschießung mit schweren Geschützen nicht mehr zu erreichen. Nur bei Campolongo sind zwei sehr naße Felspoternen und das Werksmunitionsmagazin intakt.
Zusammenfassend kann gesagt werden: Die Werke haben im intakten Zustand gegen jede Angriffsrichtung, für welche sie erbaut worden waren, nicht entsprochen. Sie sind durch schweres Geschützfeuer zerstört und für die entgegengesetzte Angriffsrichtung nicht zu gebrauchen.“
Bis zum Kriegsende blieb das Fort in österreichisch-ungarischer Hand.
Seit 2005 wurden an dem Bauwerk umfangreiche Sicherungs- und Instandsetzungsarbeiten vorgenommen.

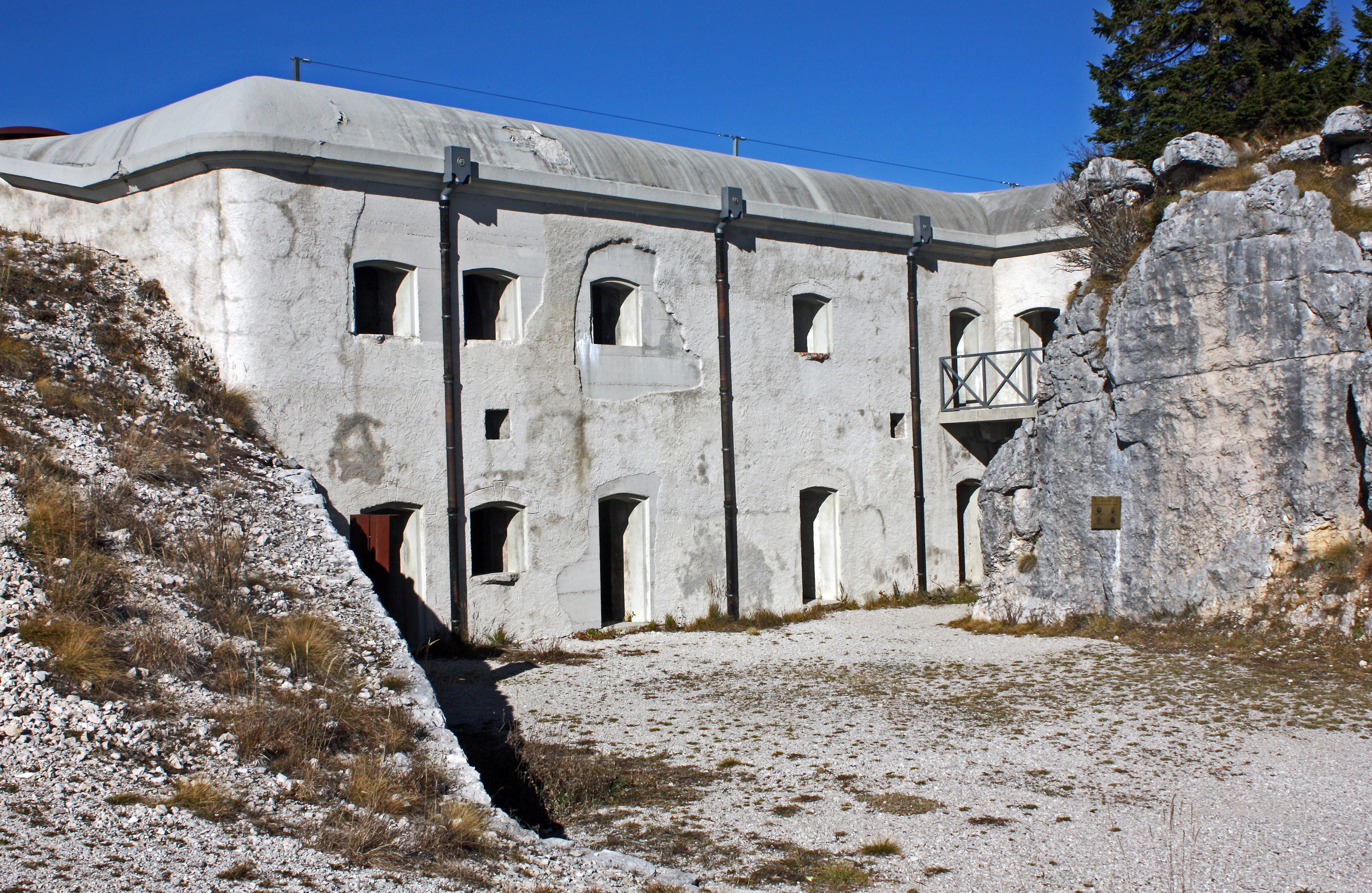
Kehlseite des Batterieblocks nach der Restaurierung

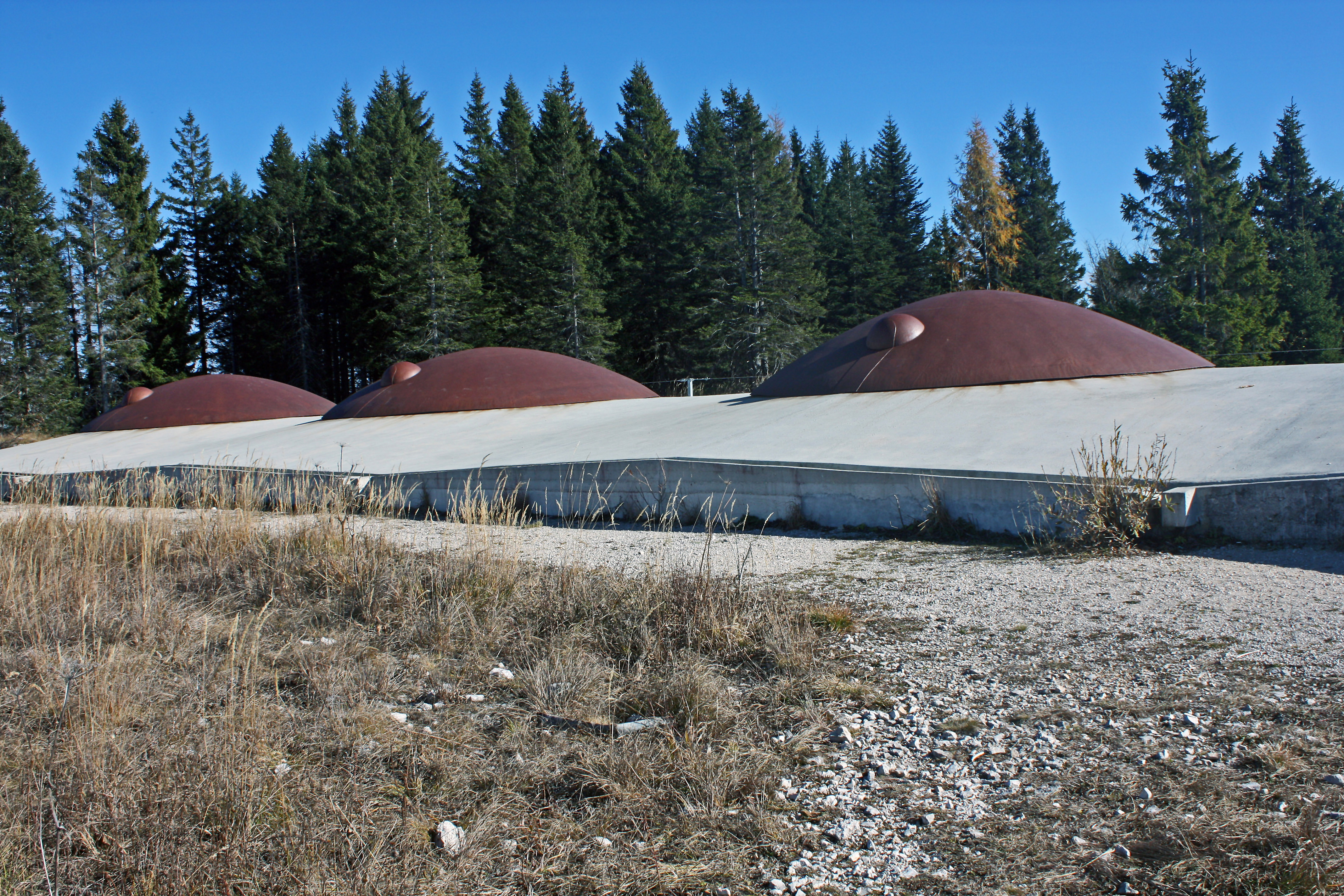
Decke des Batterieblocks nach der Restaurierung